# 大彦命
大彦命是古代日本的皇子，在古事记做大毘古命，被比定为稻荷山古坟出土铁剑铭文上的意富比垝。是第8代天皇孝元天皇的长子，第11代天皇垂仁天皇的外祖父；也是阿倍氏的始祖。四道将军中的一位，被派遣到北陆道。

## 系谱
大彦命是孝元天皇与皇后鬱色謎命的长子，同母的兄弟姐妹有开化天皇、少彦男心命、倭迹迹姫命。
子女有御间城姬，是第10代天皇崇神天皇的皇后，第11代天皇垂仁天皇的生母；武渟川别，四道将军之一；比古伊那许志别命等。孙辈有比古伊那许志别命的儿子磐鹿六雁等人。

## 记录
《日本书记》记载在崇神天皇十年九月九日，大彦命被派遣到北陆，和东海的武渟川别、西道的吉备津彦命、丹波的丹波道主命并称为四道将军。
同年的九月二十七日，大彦命在赴任途中的和珥坂遇到了唱着不吉歌谣的少女，返回向天皇报告。因此倭迹迹日百袭媛命（孝灵天皇的皇女，大彦命的姑姑）进行了占卜，结果是武埴安彦命（大彦命的异母兄弟）和其妻吾田媛会谋反。结果果然谋反发生了，大彦命和彦国葺命被派出讨伐谋反者。在同年的十月二十二日出发、次年的四月二十八日成功平定叛乱。